# もちづきる美
もちづき る美（もちづき るみ、1971年10月26日 - ）は、日本のAV女優、元女優、元アイドル。宮城県出身。

## 来歴
ギリギリガールズでは歌でリードボーカルを務めるなど中心的に活躍。その後に、女優に転身。
2004年12月24日、8年間交際していた会社員の男性と結婚。2005年2月11日に都内のホテルで結婚披露宴を行った。しかしその後、2011年に離婚したと、TBSのテレビ番組『爆報! THE フライデー』で告白した。
近年はパチスロライターとして活動していたが、2016年8月1日に芸能人専門レーベルMUTEKIから発売された「本番解禁」にて、AV女優としてデビューした。2017年にマドンナに移籍した。

## 出演

### 映画・Vシネマ
- ぷるぷる 天使的休日（1993年）ギリギリガールズ
- 悪霊怪談 呪われた美女たち〜最恐版〜（1996年3月22日放映　2005年11月2日発売 ジェネオンエンタテインメント）※望月留美時代
- 怨霊（1999年）
- 蝉祭りの島（2000年）
- 悪銭狩り（2000年） - 謎の女
- エロティックスローター 唇に銃口（2000年） - 主演・翔
- BARDO バルドゥ 感じるままに（2000年）
- 美悪の華 II・III（2001年）
- 恋愛〜Sweet Trap〜　主演
- 東京大停電 エレベーターパニック（2001年5月25日 ENGEL） - 主演
- 実録・鯨道7 伝説のヤクザ武闘烈伝（2001年）
- 実録 鯨道11 広島やくざの終焉〜斬侠(2002年）
- 実録・竹中正久の生涯 荒らぶる獅子 後篇（2003年） - 竹中正久の愛人
- 新宿区歌舞伎町保育園（2009年）
- 女郎月（2009年4月7日、アタッカーズ） - 主演・おさと
- こぎゃるかん（2009年4月25日）

### 舞台
- K’sプロデュース第7回公演『N.M.L』（2008年）
- PU-PU-JUICE第7回公演『汚れたアヒル』（2009年）
- K’sプロデュース第8回公演『埋蔵金』（2009年）
- PU-PU-JUICE第8回公演『新・罪と罰』（2009年、山本浩貴作・演出）
- PU-PU-JUICE第10回公演『結婚狂想曲』（2010年）
- しげっちん企画公演『FESTA-1000』（2011年7月21日 - 25日　新宿SPACE107）
- Winday's旗揚げ公演「here goes nothing」（2012年10月16日-21日、萬劇場）
- 劇団6番シード「傭兵ども!砂漠を走れ!」（2012年11月14日-12月9日、シアターKASSAI）

### 雑誌・新聞などの連載
- スポニチ『もちづきる美のホールでアタック』

### テレビ
- 平成女学園（TX）
- ギルガメッシュないと（TX）
- 紅白なんてブッ飛ばせそんなアナタもお祭りちゃん'96大晦日スペシャル!!（日本テレビ系）
- 水曜ミステリー9「信濃のコロンボ　事件ファイル　13,14,15,16」（TX）
- Sパラ（tvk）
- もちづきる美のパチスロ打ちましょ（CS）

## リリース作品

### イメージビデオ・DVD
- プール・モン・シェリ（竹書房、1999年10月29日…VHS、2005年12月22日…DVD）
- 貴方にひかれて（日本メディアサプライ、2009年12月18日）
- Giri Giri Shower（キングダム、2013年8月9日）
- Giri Giri zone（キングダム、2013年10月7日）

### アダルトDVD
2016年
- 本番解禁（8月1日、MUTEKI）
- 覚醒本番（9月1日、MUTEKI）

2017年
- 絶頂×4本番（2月1日、MUTEKI）
- MUTEKI美熟女 マドンナ電撃移籍!! 妻が淫らに輝くとき…（3月19日、マドンナ）
- あなた、許して…。隣人の淫欲 2（4月25日、アタッカーズ）
- 逆ソープ天国VIPコース （8月13日、アリスJAPAN）
- 義理の息子に犯されて… ～最愛の人の目の前でイカされ堕ちていく私～（9月13日、アリスJAPAN）
- 美人OL愛欲白書 ～性戯に溺れたキャリアウーマン～（10月13日、アリスJAPAN）

2018年
- MUTEKI美熟女 再登場!!! 母の友人（10月25日、マドンナ）
- マドンナ専属 MUTEKI美熟女!! 人妻が溺れる背徳の性感エステサロン（12月25日、マドンナ）

2019年
- 丸ごと! もちづきる美 6時間 ～留まる事を知らない無敵の美熟女、待望の初ベスト!!～（4月25日、マドンナ）※単体ベスト
- MUTEKI芸能人×超人気中出しシリーズ!! 妻には口が裂けても言えません、義母さんを孕ませてしまったなんて…。-1泊2日の温泉旅行で、我を忘れて中出ししまくった僕。-（10月25日、マドンナ）
- マドンナ専属 MUTEKI芸能人が人気シリーズに登場!! 密着セックス ～恩師との再会に濡れる不倫性交～（11月25日、マドンナ）
- マドンナ専属MUTEKI美熟女!! 密やかに激しく悶え乱れる!! こんな私でも好きになってくれるなら…。 年の差性交に濡れる女上司 -肉欲の逢瀬-（12月25日、マドンナ）

2020年
- 娘の童貞彼氏のデカチ○に魅せられて…。（10月7日、マドンナ）
- 「ねぇ? あなた、本当に童貞なの?」 ～童貞詐欺にイカされ続けた人妻～（11月7日、マドンナ）

2021年
- ポルチオ開発されて本当の快感を知った私（1月7日、マドンナ）
- もちづきる美 Madonna Best 8時間（4月25日、マドンナ）※単体ベスト